# میتسوبیشی کی-۲۱
میتسوبیشی کی-۲۱ (به انگلیسی: Mitsubishi Ki-21) یک هواپیمای ساختِ کارخانهٔ میتسوبیشی در کشور ژاپن است. نخستین استفاده‌کنندهٔ این هواپیما ژاپن بوده‌است. این هواپیما برای نخستین بار در ۱۸ دسامبر ۱۹۳۶ میلادی مورد استفاده قرار گرفت.